# Раменье (Глебовское сельское поселение)
В Рыбинском районе есть ещё две деревни Раменье одна находится в Покровском, другая в Назаровском сельском поселении.
Раменье — деревня в Глебовском сельском округе Глебовского сельского поселения Рыбинского района Ярославской области.
Деревня  расположена в южной части Глебовского сельского поселения, к югу от железной дороги Рыбинск—Сонково и к юго-западу от железнодорожной станции и посёлка Тихменево. Она расположилась на северо-западной оконечности болота Чистый мох, в котором ранее велась интенсивная торфодобыча. Дорога к Раменью от Тихменева идёт через деревню Пономарицы, расположенную на западной окраине Тихменево .
На 1 января 2007 года в деревне числилось 2 постоянных жителя . Почтовое отделение, расположенное в посёлке Тихменево, обслуживает в деревне Раменье 22 дома .